# Patrick Reed
Patrick Reed (San Antonio, 5 agosto 1990) è un golfista statunitense.

## Carriera
Nel 2018 ha vinto il major The Masters che ogni anno si disputa all'Augusta National Golf Club; grazie ad uno score di -15 sotto il par ed il margine di un colpo di vantaggio su Rickie Fowler, Reed ha conquistato il primo major della propria carriera a due anni di distanza dall'ultima vittoria quando si aggiudicò il The Barclays.

## Vittorie professionali (9)

### PGA Tour vittorie (9)
| Legenda                      |
| Tornei Major (1)             |
| World Golf Championships (2) |
| FedEx Cup playoff events (2) |
| Altri tornei PGA Tour (4)    |

| Nr. | Data             | Torneo                          | Punteggio       | Al par | Margine | Secondo/i                                                                    |
| --- | ---------------- | ------------------------------- | --------------- | ------ | ------- | ---------------------------------------------------------------------------- |
| 1   | 18 agosto 2013   | Wyndham Championship            | 65-64-71-66=266 | −14    | Playoff | Jordan Spieth                                                                |
| 2   | 19 gennaio 2014  | Humana Challenge                | 63-63-63-71=260 | −28    | 2 colpi | Ryan Palmer                                                                  |
| 3   | 9 marzo 2014     | WGC-Cadillac Championship       | 68-75-69-72=284 | −4     | 1 colpo | Jamie Donaldson, Bubba Watson                                                |
| 4   | 12 gennaio 2015  | Hyundai Tournament of Champions | 67-69-68-67=271 | −21    | Playoff | Jimmy Walker                                                                 |
| 5   | 28 agosto 2016   | The Barclays                    | 66-68-71-70=275 | −9     | 1 colpo | Emiliano Grillo, Sean O'Hair                                                 |
| 6   | 8 aprile 2018    | Masters Tournament              | 69-66-67-71=273 | −15    | 1 colpo | Rickie Fowler                                                                |
| 7   | 11 agosto 2019   | The Northern Trust (2)          | 66-66-67-69=268 | −16    | 1 colpo | Abraham Ancer                                                                |
| 8   | 23 febbraio 2020 | WGC-Mexico Championship (2)     | 69-63-67-67=266 | −18    | 1 colpo | Bryson DeChambeau                                                            |
| 9   | 31 gennaio 2021  | Farmers Insurance Open          | 64-72-70-68=274 | −14    | 5 colpi | Tony Finau, Viktor Hovland, Henrik Norlander, Ryan Palmer, Xander Schauffele |

PGA Tour playoff record (2–2)
| Nr. | Data | Torneo                          | Punteggio                        | Al par                                      |
| --- | ---- | ------------------------------- | -------------------------------- | ------------------------------------------- |
| 1   | 2013 | Wyndham Championship            | Jordan Spieth                    | Vittoria con birdie alla seconda buca extra |
| 2   | 2015 | Hyundai Tournament of Champions | Jimmy Walker                     | Vittoria con birdie alla prima buca extra   |
| 3   | 2015 | Valspar Championship            | Sean O'Hair, Jordan Spieth       | Sconfitta                                   |
| 4   | 2020 | Sentry Tournament of Champions  | Xander Schauffele, Justin Thomas | Sconfitta                                   |

### European Tour wins (3)
| Legend                       |
| Tornei Major (1)             |
| World Golf Championships (2) |
| Altri European Tour (0)      |

| Nr. | Data             | Torneo                      | Punteggio       | Al par | Margine  | Secondo classificato          |
| --- | ---------------- | --------------------------- | --------------- | ------ | -------- | ----------------------------- |
| 1   | 9 marzo 2014     | WGC-Cadillac Championship   | 68-75-69-72=284 | −4     | 1 stroke | Jamie Donaldson, Bubba Watson |
| 2   | 8 aprile 2018    | Masters Tournament          | 69-66-67-71=273 | −15    | 1 colpo  | Rickie Fowler                 |
| 3   | 23 febbraio 2020 | WGC-Mexico Championship (2) | 69-63-67-67=266 | −18    | 1 colpo  | Bryson DeChambeau             |

European Tour playoff record (0–1)
| Nr. | Anno | Torneo      | Sfidante           | Risulatato |
| --- | ---- | ----------- | ------------------ | ---------- |
| 1   | 2015 | BMW Masters | Kristoffer Broberg | Sconfitta  |